# Deliverance (Amerikaanse band)
Deliverance is een (christelijke) whitemetalband uit de Verenigde Staten, die tot in 2017 voornamelijk thrashmetal speelde. Jimmy P. Brown II is de oprichter en de bandleider. De band komt alleen bij hoge uitzondering nog (deels) bij elkaar, hoewel de band opgeheven is.

## Huidige bezetting
- Mike Philips - gitaar
- Jimmy P. Brown II - zang en gitaar
- Jim Chaffin - drums (1990-1991 en 2014-heden) (drummer van The Crucified)
- Manny Morales - basgitaar

## Tijdlijn tot 2016
Legenda
 Zang    Gitaar    Basgitaar    Drums    Keyboard    Studioalbums    Overige uitgaven
Tabel

## Korte biografie
Na in 1986 en 1987 twee albums onder eigen beheer te hebben uitgebracht, brak de band een beetje door met het Iron Maiden-achtige album Deliverance onder het beheer van Intens Records. Met Weapons of Our Warfare ging Deliverance op de wat hardere toer met vooral thrashmetal, om daarna terug te komen met het zeer afwisselende (soms humoristische) en door velen als sterk geziene album What a Joke. Het kortste nummer duurt drie seconden en het langste nummer duurt ruim zeven minuten. Het album bevat zeer snelle thrashnummers en ook een kerstnummer dat op een eigen wijze wordt gespeeld.
Eind jaren tachtig en begin jaren negentig was het hoogtepunt voor de band, waarna de belangstelling ervoor wat afnam en zich beperkte tot vooral de trouwe liefhebbers. Na 2001 produceerde de band twee studioalbums, het in 2007 uitgekomen As Above - So Below en in 2013 Hear What I Say!.

## Einde en voortgang van de band
Op 20 mei 2011 kondigde Mike Phillips aan dat Deliverance zou stoppen. Oprichter Jimmy Brown zou er geen zin meer in hebben en het niet meer kunnen combineren met ander werk. De laatste show was toen in augustus 2011. Toch kwam de band in 2012 weer bijeen om een studioalbum te maken, dat op 3 september 2013 uitkwam. Dit was volgens de band zelf het allerlaatste album van Deliverance, met negen nieuwe nummers en twee covers.
Brown en enkele andere (oud-)leden van Deliverance spelen soms met de band Jupiter VI. Ook is Brown, soms met een ander bandlid van Deliverance, te gast bij Les Carlsen van Bloodgood, die een eigen show heeft, Rewind, van Frontline Records. Rond 2016 was het einde voor Deliverance.

## Discografie
- 1986 - Greetings of Death (eigen beheer)
- 1987 - After Greetings (eigen beheer)
- 1989 - Deliverance (debuutalbum)
- 1990 - Weapons of Our Warfare (studioalbum)
- 1991 - What a Joke (studioalbum)
- 1992 - Stay of Execution (studioalbum)
- 1993 - Learn (studioalbum)
- 1993 - Intense Live Series, Volume 1
- 1994 - I predict a Clone (tributealbum)
- 1994 - River Disturbance (studioalbum)
- 1995 - Camelot in Smithereens (studioalbum)
- 1995 - A Decade of Deliverance (verzamelalbum)
- 1998 - KMG Classic Archives Vol 2 (verzamelalbum)
- 2000 - Back in the Day: The First Four Years (verzamelalbum)
- 2000 - Classic Archives (What a Joke / Stay of Execution) (heruitgave: 2 in 1)
- 2001 - Greetings of Death, Etc. (heruitgave met extra nummers)
- 2001 - Assimilation (studioalbum)
- 2001 - Live at Cornerstone 2001 (livealbum)
- 2007 - As Above - So Below (studioalbum)
- 2007 - Greetings of Death (heruitgave met extra nummers)
- 2007 - Assimilation (Expanded 2 Disc Edition) (verzamelalbum)
- 2007 - The First 4 Years (Re-issue) (verzamelalbum)
- 2013 - Hear What I Say! (studioalbum) (3 Frogz Records, release: 3 september en later)